# Памятник Елизавете Петровне (Ростов-на-Дону)
Памятник Елизавете Петровне ― один из монументов в городе Ростов-на-Дону. Посвящён российской императрице и основательнице города. Располагается в Покровском сквере, возведён в 2007 году по проекту Сергея Олешни.

## История создания
Датой основания города Ростов-на-Дону можно считать 15 декабря 1749 года, когда императрица Елизавета Петровна издала указ о создании Темерницкой таможни, первого постоянного поселения на территории Ростова. К середине XVIII века Темерницкая таможня и порт, вскоре возникший около неё, стали играть важную роль в экономической жизни юго-востока России. Это был единственный пункт, через который Россия могла вести торговлю с портами Азовского, Чёрного и Средиземного морей. Это было второе «окно в Европу». В 1761 году началось строительство крепости Святого Димитрия Ростовского. Позднее, а именно в 1811 году, крепость получила статус города, а в 1835 крепость была упразднена. Чтобы отличить от древнего Ростова Великого, город был назван Ростов-на-Дону.
В 2006 году был объявлен конкурс на создание проекта памятника Елизавете Петровне. Около полугода проходило обсуждение представленных проектов. Всего в Донскую публичную библиотеку были представлены 6 работ.
В течение нескольких месяцев ростовчане оставляли свои отзывы и пожелания о том, какой именно памятник должен украсить исторический центр Ростова. 20 июня 2006 года итоги конкурса подвела специальная комиссия. Выбор победителя осуществлялся градостроительным советом. Победителем стал проект известного донского художника-монументалиста Сергея Олешни, чьи скульптуры и мемориальные комплексы установлены во многих городах России. За эту работу скульптор был удостоен Золотой медали Российской академии художеств.
Памятник Елизаветы выполнили скульпторы Сергей Олешня и Анатолий Дементьев совместно с архитектором Владимиром Фоменко.
27 июня 2007 года состоялось торжественное открытие памятника.
Бронзовое изваяние императрицы было установлено в центре города перед Старо-Покровским храмом, на месте, где до этого около 70 лет простоял памятник С. М. Кирову. Этот вариант расположения был определён устроителям как наиболее удачный с исторической точки зрения, так как именно здесь в XVIII веке были возведены редуты крепости Димитрия Ростовского.
Памятник был создан всего за пять месяцев, включая лепку, формовку и литьё. В изготовлении участвовало 70 человек.
Скульпторы внимательно изучили сотни портретов императрицы, моду того времени и стиль украшений, чтобы как можно точнее воссоздать облик императрицы. Так в процессе строительства авторы приняли решение заказать серёжки и корону императрицы у известного донского ювелира Александра Ордынского, получившего приз зрительских симпатий на одной из престижных выставок «Во славу Фаберже». Он воспроизвёл точные копии тех украшений, которые носила сама Елизавета. Копии украшений сначала были выполнены из пластилина, а затем отлиты из бронзы.
Строительство этого памятника положило начало большому проекту, посвящённому увековечению истории Темерницкой таможни и крепости Святого Димитрия Ростовского.

## Внешний вид памятника
Елизавета Петровна одной рукой указывает на место, где будет находиться крепость, а в другой держит свиток с указом о её строительстве.
Также памятник украшен фигурными горельефами, на которых изображены архиепископ Воронежский и Елецкий Арсений, благословивший строительство крепости Святого Димитрия Ростовского, атаман Войска Донского Данила Ефремов, автор проекта крепости инженер А. И. Ригельман и первый её комендант генерал-майор Сомов.
Высота памятника более 7 метров (скульптура ― 3,5 метра, постамент ― 3,7 метра). Фигура Елизаветы, горельефы, оклады и указы отлиты из бронзы и весят около 3 тонн, вес гранитного постамента ― около 50 тонн.